# Burg Oberrommental
Die Burg Oberrommental ist eine abgegangene Höhenburg im Schlater Wald auf einem 553,4 m ü. NN hohen Nordausläufer des Fränkel im Landkreis Göppingen in Baden-Württemberg.

## Geografische Lage
Sie steht auf einem Bergsporn östlich oberhalb ihres Burgweilers Rommental, einem Ortsteil der Gemeinde Schlat, gehört aber zur Gemarkung Unterböhringen der Gemeinde Bad Überkingen. In der Literatur wird häufig als zugehöriger Ort Schlat angegeben.

## Geschichte
Die Burg wurde um 1250 von den spitzbergisch-helfensteinischen Ministerialen, den Rittern von Böhringen erbaut, vermutlich zur Überwachung einer frühen Handelsstraße von Oberböhringen nach Süßen, die Ulm und Schwäbisch Gmünd verband. 1396 wurde die Burg an die Reichsstadt Ulm verkauft.

## Beschreibung
Der Burgstall, auf dem sich eine Waldarbeiterhütte befindet, zeigt noch den Halsgraben und geringe Mauerreste unter anderem einer Schildmauer. Der Burgstall ist schwer zu erreichen. Nur ein Weg führt unterhalb an der ehemaligen Burg vorbei, von dem aus auch die wenigen Mauerreste erkennbar sind. Ein kleiner Pfad führt bis aufs Burgplateau.

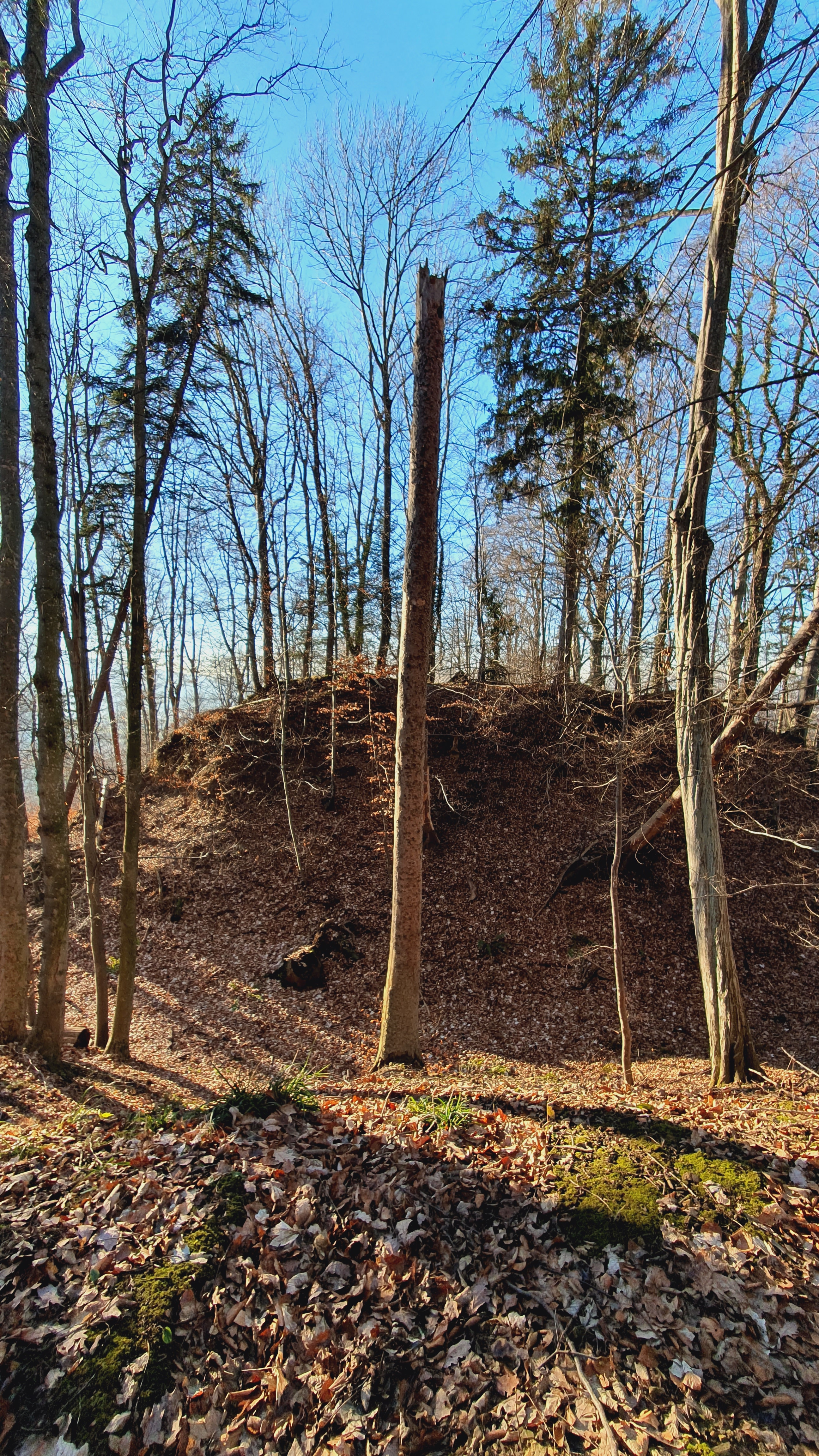
Blick auf Burghügel und Halsgraben
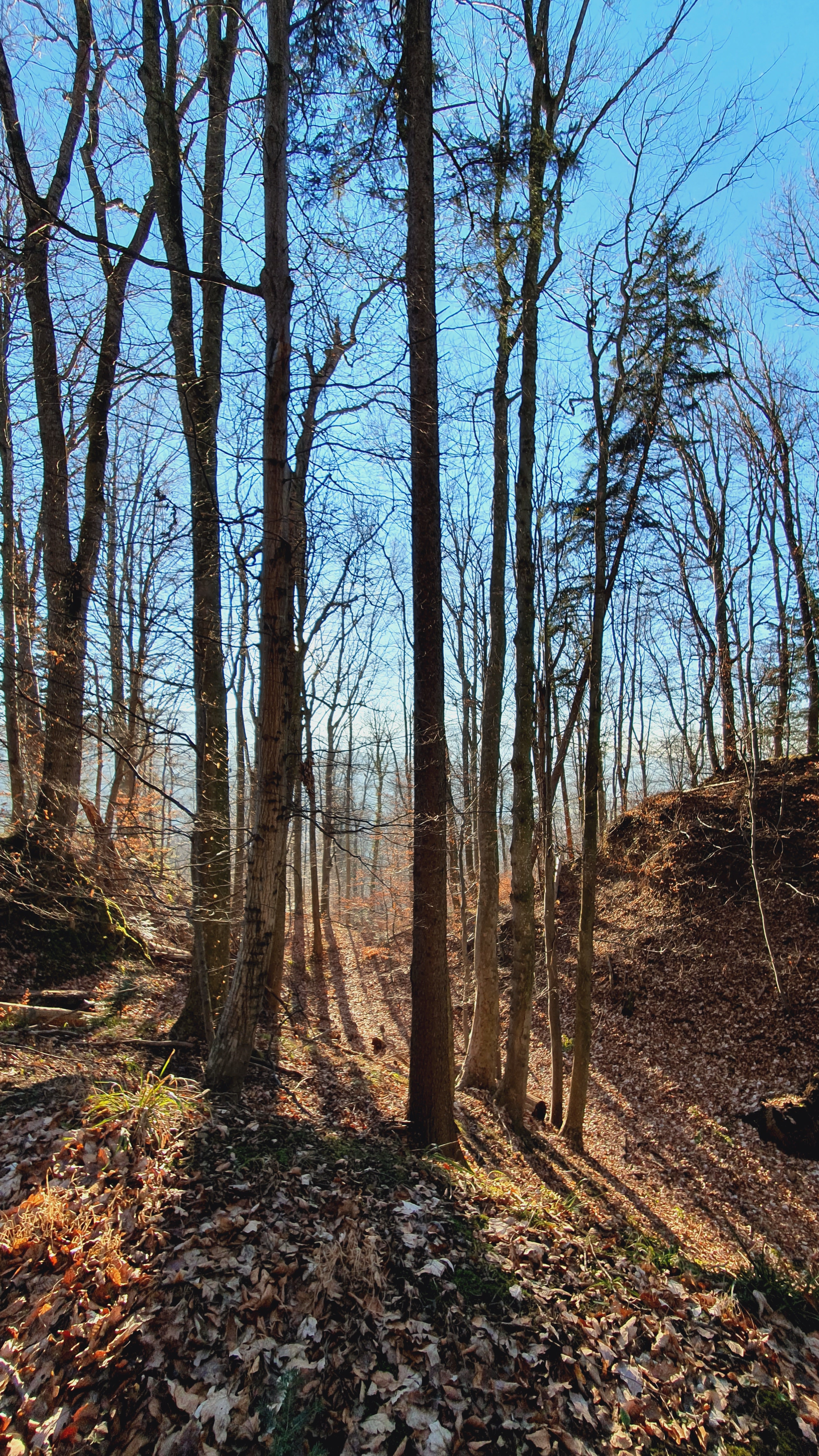
Halsgraben mit Übergang in den Burghügel
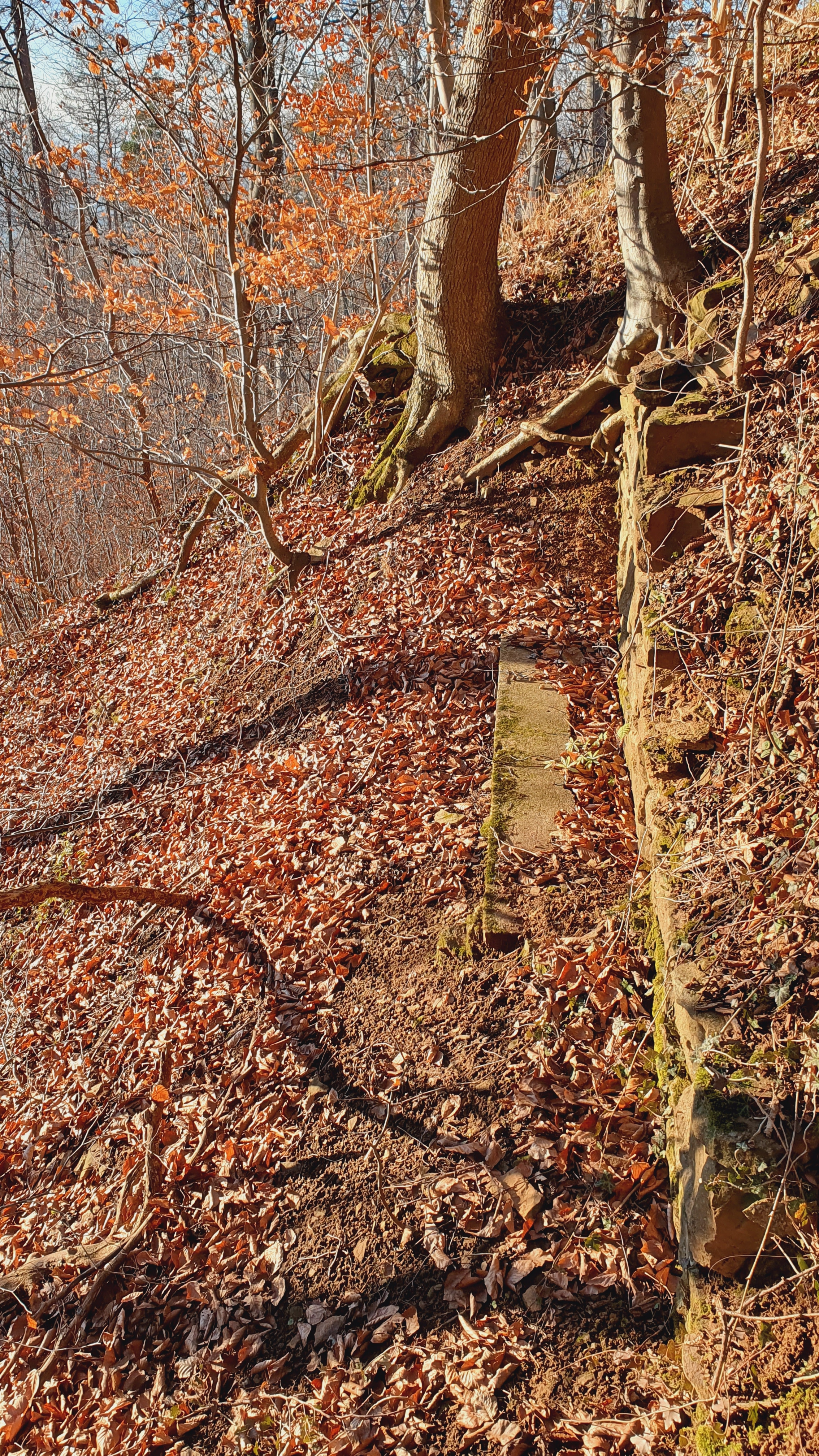
Letzter Mauerrest in Längsrichtung

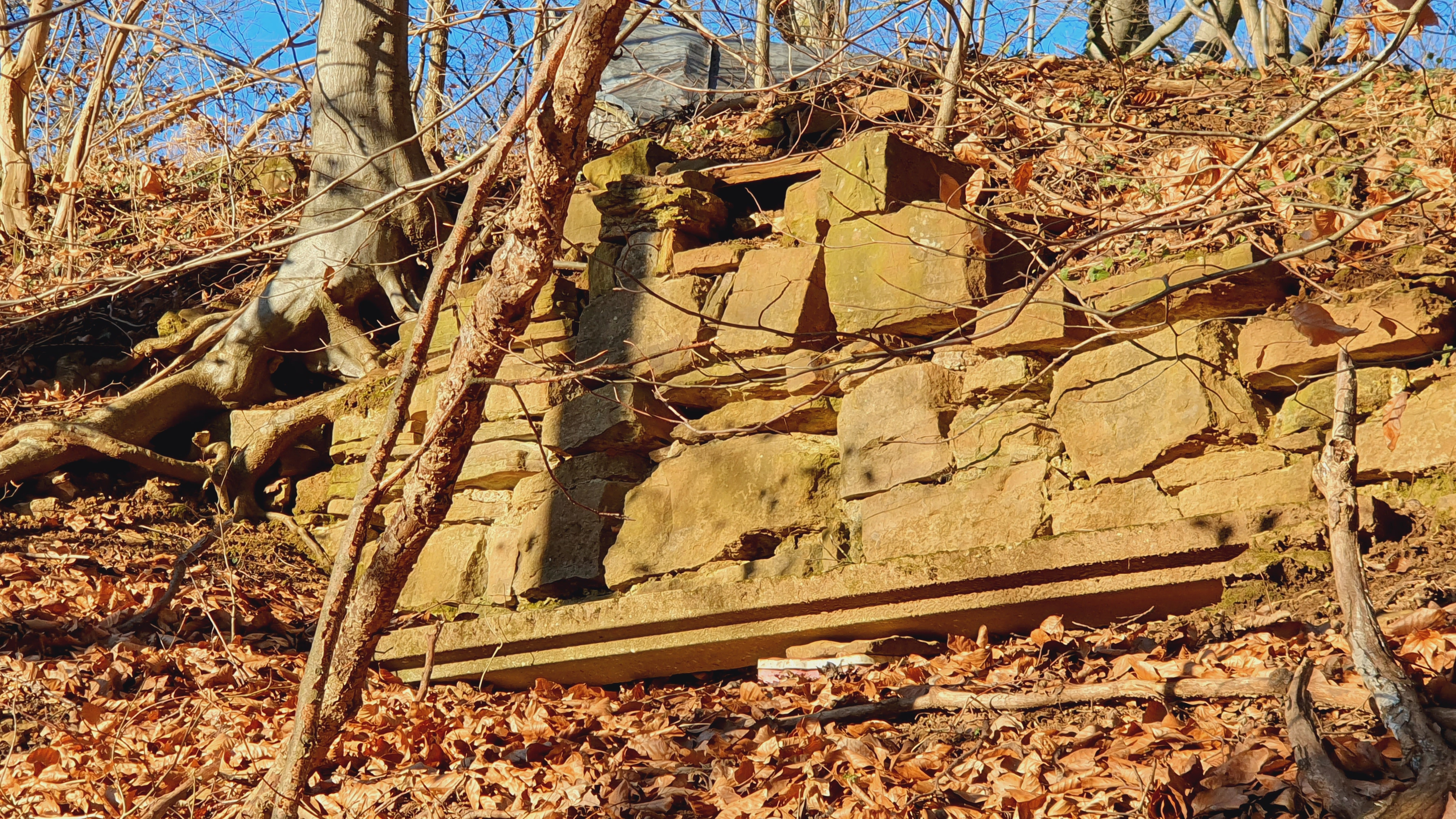
Der Mauerrest frontal im nachmittäglichen Sonnenlicht